# Roses de Montréal
Les Roses de Montréal sont une franchise canadienne féminine de soccer basée à Montréal au Québec, fondée en 2024 et évoluant en Super Ligue du Nord.

## Histoire
En mai 2024, une nouvelle franchise est annoncée à Montréal, pour participer au nouveau championnat féminin de soccer canadien.
En juin, le club choisit comme directrice sportive l'ancienne internationale française Marinette Pichon.
Le 8 octobre 2024, le club dévoile son identité, prend le nom de Roses FC, et dévoile son logo : une rose bleue sur fond noir.
Le 21 octobre 2024, les Roses annoncent leurs deux premières joueuses, la gardienne québécoise Gabrielle Lambert et la milieu de terrain française Charlotte Bilbault.
Le club dévoile le stade officiel dans lequel il jouera, il s’agit du Centre sportif Bois-de-Boulogne situé à Laval. C'est la firme Tower Events qui est mandaté pour créer 5 581 places autour du terrain central, incluant une section prestige. C'est le premier stade canadien conçu spécialement pour une équipe féminine. 
En novembre 2024, Samuel Piette, capitaine du CF Montréal, devient officiellement un investisseur-ambassadeur du nouveau club. 
Le club recrute les Canadiennes Mégane Sauvé et Latifah Abdu, en provenance respectivement du Sporting Portugal et de Guingamp. 
Le 20 mars 2025, les Roses dévoilent les couleurs qu'elles porteront lors de leur saison inaugurale. Le maillot principal rouge et bleu, fait en l'honneur de Montréal, est un symbole de cette nouvelle ère au sein du sport féminin. Le maillot secondaire est principalement blanc avec des liens sur les manches afin de représenter les nouvelles relations que les Roses veulent tirer sur le terrain ainsi qu'avec la communauté.
L'équipe joue sa première partie le 19 avril 2025 contre l'AFC Toronto au BMO Field à Toronto. Les Roses remportent le match 1 à 0 avec le premier but de l'histoire de l'équipe compté par Tanya Boychuk après seulement une minute et 32 secondes de jeu à la suite d'une erreur défensive de l'équipe adverse. La foule présente est annoncée à 14 518 supporteurs.

## Stade
Initialement, le club avait prévu jouer ses matchs à domicile sur divers terrains de soccer à Montréal. Son terrain d'entraînement est le Centre sportif Bois-de-Boulogne à Laval. En janvier 2025, on annonce la construction d'estrades modulaires d'une capacité de  5 500 supporteurs assis au Bois-de-Boulogne. Ces nouvelles installations prendront le nom de « stade Boréale » du nom de son commanditaire les bières Boréales.